# Campeonato Mundial de Patinaje Artístico sobre Hielo de 1955
El XLVI Campeonato Mundial de Patinaje Artístico se realizó en Viena (Austria) entre el 15 y el 18 de febrero de 1955 bajo la organización de la Unión Internacional de Patinaje sobre Hielo (ISU) y la Federación Austríaca de Patinaje sobre Hielo. 

## Resultados

### Masculino
| Puesto | Nombre             | País           | Puntos |
| ------ | ------------------ | -------------- | ------ |
| Oro    | Hayes Alan Jenkins | Estados Unidos | 11     |
| Plata  | Ronald Robertson   | Estados Unidos | 16     |
| Bronce | David Jenkins      | Estados Unidos | 28     |

### Femenino
| Puesto | Nombre          | País           | Puntos |
| ------ | --------------- | -------------- | ------ |
| Oro    | Tenley Albright | Estados Unidos | 9      |
| Plata  | Carol Heiss     | Estados Unidos | 28     |
| Bronce | Hanna Eigel     | Austria        | 29     |

### Parejas
| Puesto | Nombre                        | País    | Puntos |
| ------ | ----------------------------- | ------- | ------ |
| Oro    | Frances Dafoe / Norris Bowden | Canadá  | 17,5   |
| Plata  | Sissy Schwarz / Kurt Oppelt   | Austria | 17,5   |
| Bronce | Marianna Nagy / László Nagy   | Hungría | 28     |

### Danza en hielo
| Puesto | Nombre                             | País        | Puntos |
| ------ | ---------------------------------- | ----------- | ------ |
| Oro    | Jean Westwood / Lawrence Demmy     | Reino Unido | 7      |
| Plata  | Pamela Weight / Paul Thomas        | Reino Unido | 14     |
| Bronce | Barbara Radford / Raymond Lockwood | Reino Unido | 21     |

## Medallero
| Núm. | País           | Oro | Plata | Bronce | Total |
| ---- | -------------- | --- | ----- | ------ | ----- |
| 1    | Estados Unidos | 2   | 2     | 1      | 5     |
| 2    | Reino Unido    | 1   | 1     | 1      | 3     |
| 3    | Canadá         | 1   | 0     | 0      | 1     |
| 4    | Austria        | 0   | 1     | 1      | 2     |
| 5    | Hungría        | 0   | 0     | 1      | 1     |
|      | TOTAL          | 4   | 4     | 4      | 12    |

| Predecesor: Noruega 1954 | Campeonato Mundial de Patinaje Artístico sobre Hielo 1955 | Sucesor: Alemania Occidental 1956 |

- Datos: Q694549